# Euchaetes bolteri
Euchaetes bolteri là một loài bướm đêm thuộc phân họ Arctiinae, họ Erebidae.